# Dorcadion kagyzmanicum
Dorcadion kagyzmanicum är en skalbaggsart som beskrevs av Suvorov 1915. Dorcadion kagyzmanicum ingår i släktet Dorcadion och familjen långhorningar. Inga underarter finns listade i Catalogue of Life.